# Bryoptera diffusimacula
Bryoptera diffusimacula är en fjärilsart som beskrevs av Paul Dognin 1911. Bryoptera diffusimacula ingår i släktet Bryoptera och familjen mätare. Inga underarter finns listade i Catalogue of Life.